# Eduardo Camavinga
Eduardo Celmi Camavinga (sinh ngày 10 tháng 11 năm 2002) là một cầu thủ bóng đá chuyên nghiệp người Pháp hiện đang thi đấu cho câu lạc bộ La Liga Real Madrid và đội tuyển bóng đá quốc gia Pháp. Vị trí sở trường của anh là tiền vệ trung tâm, song anh cũng có thể thi đấu tốt ở cả vị trí tiền vệ phòng ngự lẫn hậu vệ trái. Anh nổi tiếng nhờ lối chơi giàu kỹ thuật, thể lực, khả năng kiểm soát bóng tốt và sự đa năng trong lối chơi.
Camavinga bắt đầu sự nghiệp ở Ligue 1 với Rennes, ra mắt đội một ở tuổi 16 và nhanh chóng trở thành cầu thủ đá chính thường xuyên của đội một. Năm 2021, anh gia nhập Real Madrid với hợp đồng có trị giá 31 triệu euro và giành cú đúp La Liga và UEFA Champions League ngay tại mùa giải đầu tiên.
Sinh ra ở Angola với dòng máu Angola và Congo, Camavinga chuyển đến Pháp từ khi còn nhỏ và cuối cùng đại diện cho Pháp ở cấp độ U-21. Anh ra mắt cho đội tuyển quốc gia Pháp vào năm 2020 ở tuổi 17 và trở thành cầu thủ ra mắt trẻ nhất của quốc gia này kể từ hơn một thế kỷ. Anh cũng là thành viên của đội tuyển Pháp về đích ở vị trí á quân tại FIFA World Cup 2022 và tham dự UEFA Euro 2024.

## Thiếu thời
Camavinga sinh ra trong một trại tị nạn ở Cabinda, Angola vào ngày 10 tháng 11 năm 2002. Cha anh là người Angola và mẹ anh là người Congo. Anh phải chạy trốn khỏi cuộc nội chiến ở Cộng hòa Congo cùng với cha mẹ và năm anh chị em của anh. Gia đình anh chuyển đến Pháp khi anh mới hai tuổi. Sau đó, cả gia đình định cư ở Fougères. Anh đã tập judo một thời gian trước khi từ bỏ nó để tập trung vào bóng đá. Năm 2013, ngôi nhà của gia đình Camavinga bị cháy rụi khiến phần lớn tài sản của gia đình anh bị thiêu rụi. Sau vụ cháy nhà đó, Camavinga lấy nguồn động lực thúc đẩy mình theo đuổi sự nghiệp bóng đá và giúp đỡ gia đình.
Vào ngày 7 tháng 7 năm 2020, anh đã lấy được bằng Tú tài ES (Kinh tế và Xã hội).

## Sự nghiệp câu lạc bộ

### Rennes
Camavinga gia nhập đội bóng đá trẻ của Rennes khi mới 11 tuổi. Anh ký hợp đồng chuyên nghiệp đầu tiên vào ngày 14 tháng 12 năm 2018 ở tuổi 16 và trở thành cầu thủ chuyên nghiệp trẻ nhất từng thi đấu cho câu lạc bộ vào thời điểm đó. Anh có trận ra mắt cho đội một của Rennes trong trận hòa 3–3 với Angers vào ngày 6 tháng 4 năm 2019 tại Ligue 1 khi mới 16 tuổi và sáu tháng, trở thành cầu thủ trẻ nhất từng chơi cho đội.
Vào ngày 18 tháng 8 năm 2019, Camavinga thực kiện một pha kiến tạo và được trao giải Cầu thủ xuất sắc nhất trận trong chiến thắng 2–1 trước Paris Saint-Germain. Do vậy, anh trở thành cầu thủ trẻ nhất thực hiện một pha kiến tạo ở Ligue 1 vào lúc 16 tuổi và 281 ngày. Sau đó, anh giành được giải thưởng Cầu thủ xuất sắc nhất tháng của UNFP trong tháng đó, trở thành cầu thủ trẻ nhất đạt được danh hiệu này. Anh ghi bàn thắng đầu tiên cho Rennes trong chiến thắng 1–0 trước Lyon vào ngày 15 tháng 12 năm 2019 ở phút thứ 89 của trận đấu này.
Tại UEFA Champions League 2020–21, anh góp mặt trong 4 trận đấu cho Rennes gặp Krasnodar, Chelsea và Sevilla.

### Real Madrid

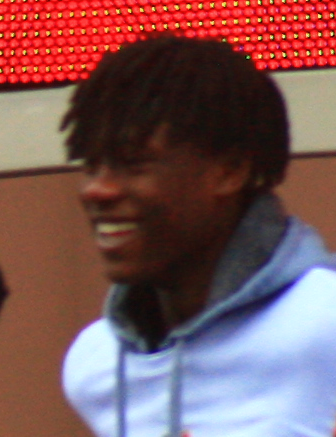
Eduardo Camavinga thi đấu cho Rennes năm 2019

Vào ngày 31 tháng 8 năm 2021, Camavinga đã ký hợp đồng với gia 31 triệu euro cộng thêm các khoản bổ sung với Real Madrid. Anh có trận ra mắt cho Real Madrid trong chiến thắng 5–2 trước Celta Vigo vào ngày 12 tháng 9 năm 2021, trong đó anh ghi một bàn thắng ngay sau khi vào sân từ băng ghế dự bị. Ba ngày sau, vào ngày 15 tháng 9 năm 2021, anh có trận ra mắt Champions League cho Real Madrid khi vào sân thay Luka Modrić ở phút 80 và sau đó kiến tạo cho Rodrygo để ấn định chiến thắng trước Inter Milan.
Vào ngày 28 tháng 5 năm 2022, Camavinga vào sân thay người ở phút thứ 85 trong trận chung kết UEFA Champions League 2022, giúp Real Madrid giành chiến thắng 1–0 trước Liverpool để giành chức vô địch UEFA Champions League 2021–22.
Vào ngày 9 tháng 5 năm 2023, anh thực hiện một pha kiến tạo để giúp Vinícius Júnior dẫn trước trong trận hòa 1–1 trước Manchester City ở trận bán kết lượt đi Champions League tại Sân vận động Santiago Bernabéu. Anh trở thành cầu thủ trẻ nhất tham gia bán kết giải đấu này khi mới ở độ tuổi 20 tuổi 180 ngày.
Vào ngày 7 tháng 11 năm 2023, Real Madrid gia hạn hợp đồng với Camavinga cho đến ngày 30 tháng 6 năm 2029.

## Sự nghiệp quốc tế
Vào ngày 31 tháng 10 năm 2019, Camavinga nhận được quốc tịch Pháp khiến anh được hưởng lợi từ hiệu ứng tập thể liên quan đến việc nhập tịch của cha anh. Trước đó, Camavinga là công dân Cộng hòa Dân chủ Congo. Sáu ngày sau, anh được triệu tập lên đội tuyển U-21 Pháp cho hai trận trước Gruzia và Thụy Sĩ, sau khi Matteo Guendouzi được triệu tập lên đội tuyển quốc gia.
Vào ngày 27 tháng 8 năm 2020, Camavinga được triệu tập lên đội tuyển quốc gia Pháp sau khi Paul Pogba phải ngồi ngoài vì nhiễm COVID-19. Anh trở thành cầu thủ trẻ nhất được gọi vào đội tuyển quốc gia Pháp kể từ René Gérard năm 1932. Vào ngày 8 tháng 9 năm 2020, anh ra mắt trong chiến thắng 4–2 trước Croatia ở UEFA Nations League khi thay thế N'Golo Kanté ở giữa hiệp hai. Anh trở thành cầu thủ trẻ thứ ba ra mắt cho đội tuyển quốc gia Pháp kể từ Maurice Gastiger năm 1914, vào lúc 17 tuổi và 303 ngày.
Vào ngày 7 tháng 10 năm 2020, Camavinga ghi bàn thắng quốc tế đầu tiên của mình khi mở tỉ số bằng một cú đá trên cao trong chiến thắng 7–1 của Pháp trước Ukraina. Anh trở thành cầu thủ ghi bàn trẻ thứ nhì cho Pháp vào lúc 17 tuổi và 11 tháng, kể từ Maurice Gastiger năm 1914.
Vào ngày 25 tháng 6 năm 2021, Camavinga có tên trong đội tuyển Pháp gồm 18 người tham dự Thế vận hội mùa hè 2020 ở Tokyo, Nhật Bản. Tuy nhiên, anh phải về sớm sau khi anh bị loại khỏi danh sách đội vì bị Rennes, câu lạc bộ của anh, phản đối.
Vào tháng 11 năm 2022, anh có tên trong đội tuyển Pháp tham dự FIFA World Cup 2022 ở Qatar. Anh ra sân hai lần tại World Cup, lần đầu tiên ở vị trí hậu vệ trái trong trận thua 0–1 trước Tunisia tại vòng bảng khi huấn luyện viên Didier Deschamps cho các cầu thủ đá chính thường xuyên của ông nghỉ trước vòng đấu loại trực tiếp và lần thứ hai trong trận chung kết, anh vào sân thay cho Théo Hernandez ở phút 71 khi Pháp thua Argentina 2–0. Sau 90 phút, trận đấu kết thúc với tỷ số 2–2, 3–3 sau hiệp phụ và Pháp thua chung cuộc sau loạt sút luân lưu.

## Thống kê sự nghiệp

### Câu lạc bộ
Tính đến 1 tháng 6 năm 2024
| Câu lạc bộ          | Mùa giải            | Giải vô địch           | Giải vô địch | Giải vô địch | Cúp quốc gia | Cúp quốc gia | Cúp Liên đoàn | Cúp Liên đoàn | Châu lục | Châu lục | Khác | Khác | Tổng cộng | Tổng cộng |
| Câu lạc bộ          | Mùa giải            | Hạng đấu               | Trận         | Bàn          | Trận         | Bàn          | Trận          | Bàn           | Trận     | Bàn      | Trận | Bàn  | Trận      | Bàn       |
| ------------------- | ------------------- | ---------------------- | ------------ | ------------ | ------------ | ------------ | ------------- | ------------- | -------- | -------- | ---- | ---- | --------- | --------- |
| Rennes II           | 2018–19             | Championnat National 3 | 13           | 4            | —            | —            | —             | —             | —        | —        | —    | —    | 13        | 4         |
| Rennes              | 2018–19             | Ligue 1                | 7            | 0            | 0            | 0            | 0             | 0             | 0        | 0        | —    | —    | 7         | 0         |
| Rennes              | 2019–20             | Ligue 1                | 25           | 1            | 5            | 0            | 1             | 0             | 4        | 0        | 1    | 0    | 36        | 1         |
| Rennes              | 2020–21             | Ligue 1                | 35           | 1            | 0            | 0            | —             | —             | 4        | 0        | —    | —    | 39        | 1         |
| Rennes              | 2021–22             | Ligue 1                | 4            | 0            | 0            | 0            | —             | —             | 2        | 0        | —    | —    | 6         | 0         |
| Rennes              | Tổng cộng           | Tổng cộng              | 71           | 2            | 5            | 0            | 1             | 0             | 10       | 0        | 1    | 0    | 88        | 2         |
| Real Madrid         | 2021–22             | La Liga                | 26           | 2            | 3            | 0            | —             | —             | 10       | 0        | 1    | 0    | 40        | 2         |
| Real Madrid         | 2022–23             | La Liga                | 37           | 0            | 6            | 0            | —             | —             | 11       | 0        | 5    | 0    | 59        | 0         |
| Real Madrid         | 2023–24             | La Liga                | 31           | 0            | 2            | 0            | —             | —             | 11       | 0        | 2    | 0    | 46        | 0         |
| Real Madrid         | Tổng cộng           | Tổng cộng              | 94           | 2            | 11           | 0            | —             | —             | 32       | 0        | 8    | 0    | 145       | 2         |
| Tổng cộng sự nghiệp | Tổng cộng sự nghiệp | Tổng cộng sự nghiệp    | 178          | 8            | 16           | 0            | 1             | 0             | 42       | 0        | 9    | 0    | 246       | 8         |

1. ↑  Bao gồm Coupe de France và Copa del Rey
2. ↑  Bao gồm Coupe de la Ligue
3. ↑  Ra sân tại UEFA Europa League
4. ↑  Ra sân tại Trophée des Champions
5. 1 2 3 4  Ra sân tại UEFA Champions League
6. ↑  Ra sân tại UEFA Europa Conference League
7. 1 2  Ra sân tại Supercopa de España
8. ↑  Hai lần ra sân tai Supercopa de España, một lần ra sân tại UEFA Super Cup và hai lần ra sân tại FIFA Club World Cup

### Quốc tế
Tính đến 25 tháng 6 năm 2024
| Đội tuyển quốc gia | Năm       | Trận | Bàn |
| ------------------ | --------- | ---- | --- |
| Pháp               | 2020      | 3    | 1   |
| Pháp               | 2022      | 3    | 0   |
| Pháp               | 2023      | 7    | 0   |
| Pháp               | 2024      | 6    | 0   |
| Tổng cộng          | Tổng cộng | 19   | 1   |

Tỷ số và kết quả liệt kê bàn thắng của Pháp được để trước, cột tỷ số cho biết tỷ số sau mỗi bàn thắng của Camavinga.
| # | Ngày                | Địa điểm                           | Trận | Đối thủ | Bàn thắng | Kết quả | Giải đấu |
| - | ------------------- | ---------------------------------- | ---- | ------- | --------- | ------- | -------- |
| 1 | 7 tháng 10 năm 2020 | Stade de France, Saint-Denis, Pháp | 2    | Ukraina | 1–0       | 7–1     | Giao hữu |

## Danh hiệu

### Câu lạc bộ

#### Real Madrid
- La Liga: 2021–22,[35] 2023–24[36]
- Copa del Rey: 2022–23[37]
- Supercopa de España: 2021–22,[38] 2023–24[39]
- UEFA Champions League: 2021–22,[40] 2023–24[41]
- UEFA Super Cup: 2022,[42] 2024[43]
- FIFA Club World Cup: 2022[44]
- FIFA Intercontinental Cup: 2024[45]

### Đội tuyển quốc gia
- Á quân FIFA World Cup: 2022[46]

### Cá nhân
- Cầu thủ xuất sắc nhất tháng của UNFP Ligue 1: Tháng 8 năm 2019[47]
- Á quân Cúp Kopa: 2022[48]
- Đội tuyển bóng đá nam trẻ xuất sắc nhất của IFFHS: 2020, 2021, 2022